# سامسونگ بی۳۴۱۰
سامسونگ بی۳۴۱۰ یک‌نمونه از گوشی‌های تلفن همراه سری B شرکت سامسونگ می باشد که توسط همین شرکت به بازار عرضه شده‌است.